# Deutscher Notarverein
Der Deutsche Notarverein e. V. (DNotV) ist der Bundesdachverband der Notare im Hauptberuf. Es gibt zehn Mitgliedsvereine.
Der Verein ist eine Interessenvertretung auf nationaler und internationaler Ebene und wirkt hierzu an Gesetzgebungsvorhaben im Bereich des Zivil- und Wirtschaftsrechts sowie der Fortentwicklung des notariellen Berufsrechts mit. Die Anwaltsnotare sind nicht im Deutschen Notarverein, sondern im Verband Deutscher Anwaltsnotare bzw. in der Arbeitsgemeinschaft Anwaltsnotariat im Deutschen Anwaltverein organisiert.
Seit 1997 bringt der Verein die Zeitschrift notar - monatsschrift für die gesamte notarielle praxis heraus. Seit Mai 2008 wird sie in Zusammenarbeit mit dem im Deutschen Notarverlag herausgegeben.

## Geschichte
Der heutige Deutsche Notarverein wurde 1991 gegründet, seine Vorgängerorganisationen waren der 1871 gegründete Notariatsverein für Deutschland und Österreich und der seit 1900 bestehenden Deutschen Notarverein. Dieser trat 1933 unter dem Vorstandsvorsitz Carl Wolpers’ mit seinen Landesverbänden geschlossen in den Bund Nationalsozialistischer Deutscher Juristen (BNSDJ) ein. 1934 wurde die Reichsnotarkammer gegründet, deren einziger Präsident bis 1945 Wolpers wurde. Beide Organisationen wurden 1945 aufgelöst.
Die Mitgliedsvereine können teilweise auf eine über 150-jährige ununterbrochene Vereinsgeschichte zurückblicken.